# Мейна
Мейна (итал. Meina) — коммуна в Италии, располагается в регионе Пьемонт, в провинции Новара.
Население составляет 2446 человек (2008 г.), плотность населения составляет 314 чел./км². Занимает площадь 8 км². Почтовый индекс — 28046. Телефонный код — 0322.
Покровительницей коммуны почитается святая Маргарита Антиохийская. Праздник ежегодно празднуется 20 июля.

## Демография
Динамика населения:

## Администрация коммуны
- Официальный сайт: http://www.comune.meina.no.it